# Торпедний катер № 117 (Імперський флот)
Торпедний катер № 117 (Імперський флот) — корабель Імперського флоту Японії, який узяв участь у Другій світовій війні.
Корабель заклали як TM-18 на належній нідерландському ВМФ верфі у Сурабаї. Він належав до типу TM-4 та міг нести дві 450-мм торпеди. 1 березня 1942-го на заході та сході Яви висадились японські десанти і 2 березня недобудований TM-16 затопили в Сурабаї (головна база на сході острова Ява).
Японці підняли корабель та завершили його добудову 6 травня 1943-го, при цьому він був зарахований до Імперського флоту як Торпедний катер № 117.
Відомо, що корабель ніс службу у Рабаулі — головній передовій базі в архіпелазі Бісмарка, з якої японці провадили операції на Соломонових островах та сході Нової Гвінеї. Рабаул тримався у блокаді союзників до самої капітуляції, проте Торпедний катер № 117 був втрачений раніше, в 1944-му.